# Айъртауски район
Айъртауски район (на казахски: Айыртау ауданы) е съставна част на Северноказахстанска област, Казахстан, с обща площ 9654 км2 и население 36 457 души (по приблизителна оценка към 1 януари 2020 г.). Административен център е Саумалкол.